# Abejales
Abejales é uma cidade venezuelana, capital do município de Libertador.